# Uninhabited
Uninhabited é um filme de terror produzido na Austrália, dirigido por Bill Bennett e lançado em 2010.